# دون تشارلز
دون تشارلز (بالإنجليزية: Don Charles)‏ هو منتج أسطوانات وملحن بريطاني، ولد في 10 ديسمبر 1933 في كينغستون أبون هال في المملكة المتحدة، وتوفي في 4 ديسمبر 2005 في Herstmonceux ‏ في المملكة المتحدة.